# Родінг (Німеччина)
Родінг (нім. Roding) — місто в Німеччині, розташоване в землі Баварія. Підпорядковується адміністративному округу Верхній Пфальц. Входить до складу району Кам.
Площа — 113,80 км2. Населення становить 12 296 ос. (станом на 31 грудня 2020).